# 1784年の相撲
1784年の相撲（1784ねんのすもう）は、1784年の相撲関係のできごとについて述べる。

## 興行
- 3月場所（江戸相撲）[1]
  - 興行場所:本所回向院
  - 4月23日（旧3月4日）より晴天10日間興行
- 7月場所（名古屋相撲）[1]
- 8月場所（大坂相撲）[1]
  - 興行場所:難波新地
  - 9月23日（旧8月9日）より興行
- 10月場所（京都相撲）[1]
  - 11月29日（旧10月17日）より興行
- 11月場所（江戸相撲）[2]
  - 興行場所:本所回向院
  - 12月26日（旧11月15日）より晴天10日間興行